# Jistá spravedlnost
Jistá spravedlnost (v originále Puncture Wounds, mezinárodně distribuovaný jako A Certain Justice) je americký akční film z roku 2014, který režírovali Giorgio Serafini a James Coyne. Ve filmu hrají Cung Le, Dolph Lundgren, Vinnie Jones a Briana Evigan. Příběh sleduje válečného veterána Johna Nguyena, který trpí posttraumatickou stresovou poruchou. Poté, co zachrání prostituku Hollis, je místním zločineckým bossem označen za muže k likvidaci. Film byl vydán přímo na video ve Spojených státech 11. března 2014, následovalo omezené uvedení v dalších zemích.

## Děj
John Nguyen je veterán trpící posttraumatickou stresovou poruchou. Přestože je považován za válečného hrdinu, má problémy s návratem do civilního života. Když uslyší výkřik ženy a jde prozkoumat, co se děje, dostane se do potyčky s několika výtržníky z Aryan Nation, kteří obtěžují Tanju, prostituku pracující pro místního zločineckého bosse Hollise. Tanya je zděšena, když John zabije všechny kromě jednoho z výtržníků; i když je vděčná za jeho pomoc, říká, že je John oba odsoudil k smrti - Hollis si to nenechá líbit. Tanya plánuje uprchnout z města a koupí si autobusový lístek, ale Hollis ji přesvědčí, aby zůstala, slibuje jí, že může opustit ulice a znovu s ním žít. Hollis nařídí svému poručíkovi Vinovi, aby zavraždil Johnovu rodinu. Vin neochotně poslechne.
Rozzuřený John vystopuje dealera drog Bennetta a zaútočí na Hollisův obchod s metamfetaminem, brutálně zabije několik mužů zodpovědných za smrt jeho rodiny. Jak Hollis a John vedou válku jeden proti druhému, dva policisté se snaží objasnit rychle narůstající oběti. Sgt. Mitchell věří, že John je čestný, zatímco jeho partner, zkorumpovaný policista v službách Hollise, se snaží vyšetřování zhatit. John naverbuje svého postiženého válečného kamaráda J. P., aby mu pomohl v posledním střetu s Hollisem. Zatímco Hollis znásilňuje Tanju, Vin zasáhne. Než se Vin a Hollis mohou střetnout, John zaútočí na Hollisův dům. John zabije většinu Hollisových pobočníků a v souboji na nože zabije Vina. I když John Hollise zajme, přijdou posily a obrátí situaci proti němu. Jak John, tak J. P. jsou zajati a Hollis zavraždí J. P. John vyzve Hollise na souboj jeden na jednoho a když se zdá, že John vyhrává, Tanya zastřelí a zabije zbývající Hollisovy pobočníky, než mohou zasáhnout. Poté, co John zabije Hollise, přijde Mitchell a řekne mu, aby opustil místo činu, protože se o to postará on.

## Obsazení
- Cung Le jako John Nguyen
- Dolph Lundgren jako Hollis
- Vinnie Jones jako Bennett
- Briana Evigan jako Tanya
- Gianni Capaldi jako Vin
- James C. Burns jako seržant Terry Mitchell
- Sean O'Bryan jako detektiv Farragut
- Robert LaSardo jako Magico
- Jonathan Kowalsky jako J. P.
- Jake Jacobson jako O'Hanrahan
- Scott Sheeley jako Carsen